# Стегново (Окуловский район)
Стегново — деревня в Окуловском муниципальном районе Новгородской области, относится к Угловскому городскому поселению.

## География
Деревня Стегново расположена на Валдайской возвышенности, в 1 км к северу от съезда «Угловка» с М11, в 4 км к западу от Угловки, в 26 км к юго-востоку от города Окуловка.
На севере примыкает к деревне Березовка.

## Население
| 2010 | 2011 |
| ---- | ---- |
| 40   | ↗47  |

## История
В 1773—1927 деревня Стегново находилась в Валдайском уезде Новгородской губернии. С начала XIX века до 1918 и в 1919—1924 относилась к Боровенской волости Валдайского уезда.
Отмечена на картах 1788, 1792, 1826—1840.
В 1908 в деревне Стегново было 72 двора с 80 домами и населением 343 человека. Имелась часовня.
Деревня Стегново входила в состав Известкового сельсовета. В 2005 вошла в Угловское городское поселение.

## Транспорт
Ближайшая ж/д станция «Угловка» — в 3,5 км от деревни Стегново.